# バサースト・インレット
バサースト・インレット(英語: Bathurst Inlet、イヌイナクトゥン語: Qingaut Kingaok、イヌクティトゥット語: ᕿᙵᐅᓐ)は、カナダヌナブト準州キティクメオト地域にあるイヌイットの集落。

## 概要
2016年のカナダ国勢調査によると人口は0人。
イヌイットの言語による名前Kingaun (古い綴り)あるいはQingaut (新しい綴り)は鼻の山を意味する。集落の住民は"Kingaunmiut"と呼ばれる。集落ではラテン文字表記のイヌインナクトゥン語が主に使われた。